# Batwing (Six Flags America)
Batwing in Six Flags America (Upper Marlboro, Maryland, USA) ist eine Stahlachterbahn vom Modell Flying Dutchman des Herstellers Vekoma, die am 16. Juni 2001 eröffnet wurde. Eine baugleiche Anlage ist Firehawk in Kings Island. Die Fahrgäste sind positioniert, als würden sie einen Flug auf dem Dunklen Ritter nehmen. Sie befinden sich während der gesamten Fahrt in einer Fliegeposition; die Bahn beinhaltet fünf Inversionen. Dabei werden die jeweils zweimal vorkommenden Elemente Lie-to-Fly und Fly-to-Lie einmal unterbrochen durch einen Horseshoe und einmal durch zwei Inline-Twists.

## Züge
Batwing besitzt drei Züge mit jeweils sechs Wagen. In jedem Wagen können vier Personen nebeneinander (eine Reihe) Platz nehmen.